# Rafał Sonik
Rafał Sonik   (Cracòvia, 3 de juny de 1966), també conegut com a Super Sonik, és un pilot de ral·li raid en la categoria de quads polonès. Forma part de l'equip Yamaha.

## Trajectòria
L'any 2000, Sonik va crear ATV Polska, la Federació Polonesa de Quads, de la qual és president, i que avui té més de 25.000 persones en el fòrum de la pàgina d'Internet.
Nou anys després es preparà per al seu primer Ral·li Dakar, on finalitzà en el 3r lloc. En total, Sonik ha disputat sis Dakar (tots dels de Sud-amèrica), tots pilotant un quad. Entre les seves millors classificacions hi ha el 2n lloc que va assolir el 2014, i fou 3r en les edicions de 2009 i 2013. També ha aconseguit nombroses victòries en proves puntuables per al Campionat del Món de Ral·lis Cross-Country.
En el Ral·li Dakar 2015 va fer història en guanyar el seu primer títol i en ser el primer polonès a fer-ho. Va guanyar dues etapes a l'inici del raid, i ja estava en 1a posició en la desena etapa, amb 4 minuts sobre Ignacio Casale i 50 sobre Sergio Lafuente, els seus màxims perseguidors. Es va beneficiar dels abandonaments d'ambdós en aquesta etapa per diferents problemes, i finalment va guanyar el Dakar amb una diferència de gairebé 3 hores sobre l'argentí Jeremías González Ferioli, segon classificat.

## Participacions en el Ral·li Dakar
| Any  | Categoria | Vehicle                | Classificació | Notes                                                                           |
| ---- | --------- | ---------------------- | ------------- | ------------------------------------------------------------------------------- |
| 2009 | Quad      | Yamaha Raptor 700      | 3r            |                                                                                 |
| 2010 | Quad      | Yamaha Raptor 900      | 5è            | Vencedor d'1 etapa                                                              |
| 2011 | Quad      | Yamaha Raptor 1100     | Abandona      | Un accident durant la primera etapa va obligar-lo a retirar-se de la competició |
| 2012 | Quad      | Yamaha YFM 700R Raptor | Abandona      | Exclòs degut a les regles incompatibles del vehicle                             |
| 2013 | Quad      | Yamaha YFM 700R Raptor | 3r            |                                                                                 |
| 2014 | Quad      | Yamaha YFM 700R Raptor | 2n            | Vencedor d'1 etapa                                                              |
| 2015 | Quad      | Yamaha Raptor 700      | 1r            | Vencedor de 2 etapes. Primer polonès en guanyar el Dakar.                       |